# Comus
Comus is een gemeente in het Franse departement Aude (regio Occitanie) en telt 36 inwoners (2009). De plaats maakt deel uit van het arrondissement Limoux en ligt in de streek Pays de Sault.
Comus heeft het karakter van een bergdorp en ligt op 1200 meter boven zeeniveau.

## Geografie
De oppervlakte van Comus bedraagt 15,3 km², de bevolkingsdichtheid is dus 2,4 inwoners per km².

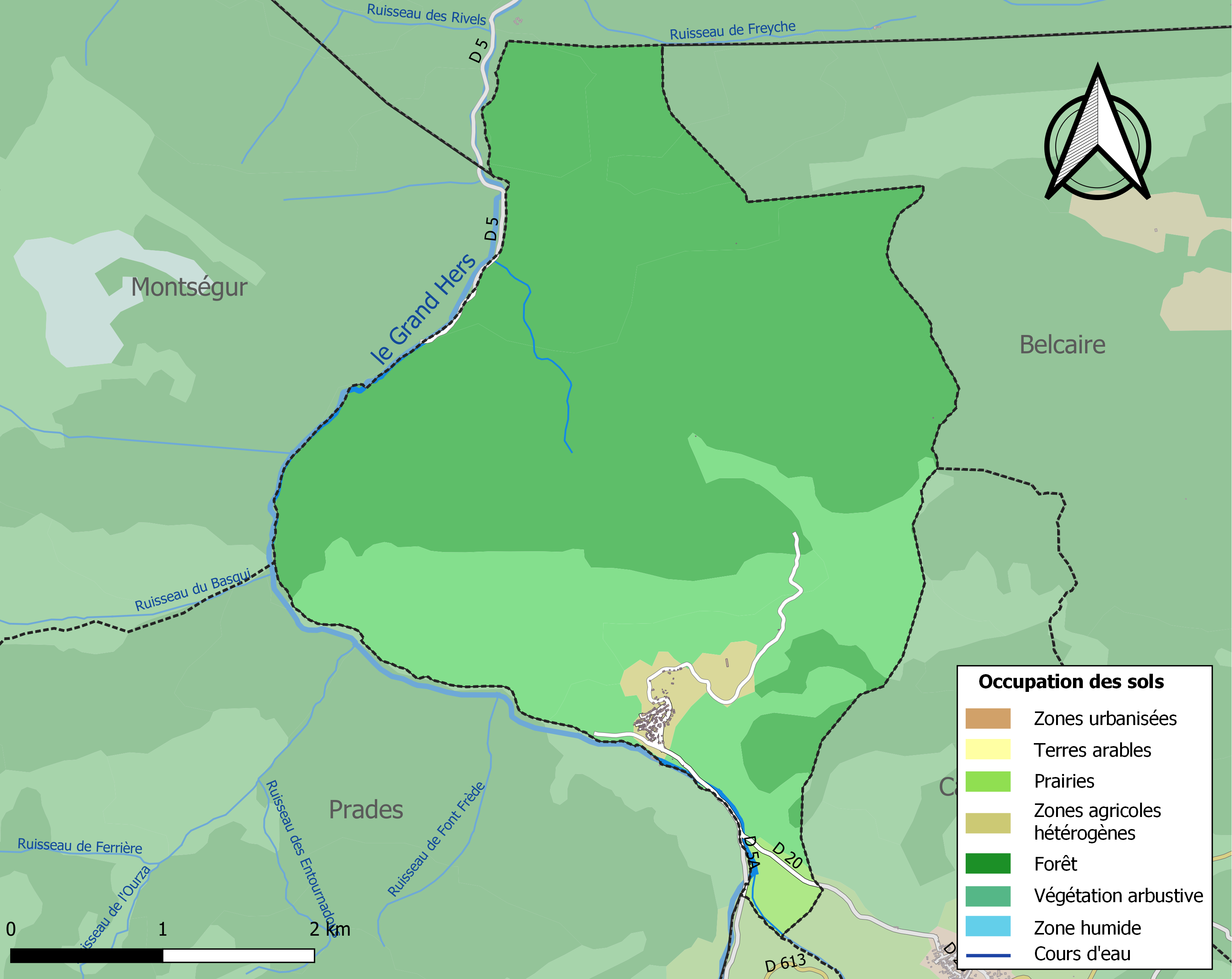
Kaart van de gemeente met de belangrijkste infrastructuur, bodemgebruik en omliggende gemeenten

## Demografie
Onderstaande figuur toont het verloop van het inwonertal (bron: INSEE-tellingen).

Vanwege een beveiligingsprobleem met de MediaWiki Graph-software is het momenteel niet mogelijk deze grafiek weer te geven. Zodra de software is bijgewerkt zal de grafiek vanzelf weer zichtbaar worden.